# 雷姆 (以色列)
雷姆（直译：「朋友」）是以色列南部區的一個世俗基布茲，也是加沙走廊附近的村莊之一。其位於內蓋夫沙漠西北部貝索爾河與傑拉爾河交匯處，雷姆隸屬於艾希科爾地區議會管轄。2021年，人口為433人。
雷姆於1949年由從帕爾馬赫復員的以色列童軍與女童軍聯盟成員創立。

## 地理
雷姆位於內蓋夫西部232公路和234公路之間，毗鄰雷姆路和伽馬路。特爾伽馬遺址位於基布茲以西。雷姆以西是基蘇菲姆基布茲，北邊是貝埃里基布茲。雷姆海拔50米，貝索爾河流經其境內。

## 歷史
該基布茲是1949年由一群曾經參加過帕爾馬赫的猶太人創立的，當時他們暫稱其為「哈佐菲姆·瓦夫」（意為「偵察兵F」）。後來他們以附近一個古老的阿拉伯遺址特爾伽馬的名字來命名這個地方，用希伯來語叫做特爾雷姆（תל רעים，意為「朋友之丘」）。最終他們把這個地方改名為雷姆，紀念在1948年以阿戰爭中犧牲的加林猶太人同伴。這個名字的意思是「朋友」，出自《聖經》中的〈箴言〉（18:24），以紀念了他們之間的情誼。
該基布茲是由一位建築師哈南·哈伯倫規劃，他不僅是雷姆的創辦人之一，而且也一直住在這裡，直到2002年過世。他的設計風格呈簡約主義，反映了他對社會和建築的看法。著有關於哈伯倫的書的以色列建築師阿薩夫·卡什坦說，最近這些年，雷姆的居民對哈伯倫的風格不再感興趣。
以色列國防軍在基布茲附近有一個軍事基地。在2005年以色列從加沙撤軍之前，這個基地被用作撤退部隊的臨時營地。在撤軍之後，雷姆就成了加沙地帶發射卡桑火箭攻擊的目標。在2008年，駐紮在納哈爾奧茲附近的以色列國防軍部隊將基地遷移到雷姆附近的地區，遠離哈馬斯迫擊砲火射程。
哈馬斯在雷姆戰役中對雷姆發動了一場恐怖襲擊。這場襲擊奪走了十多個以色列人的生命。就在同一天，雷姆正在舉行一場音樂節，哈馬斯武裝分子突然闖入，向群眾亂射，屠殺數百人，還有很多人受傷或被綁架。

## 經濟
雷姆是一個以農業和雷射產業為主要收入來源的基布茲社區。其擁有自己的雷射工廠「Isralaser」和沖壓模具工廠「IsraBig」。除此之外，其還提供各種住宿服務，包括貝都因人風格的帳篷 。不過，由於加沙—以色列衝突的影響，其不得不降低價格來吸引客人。2008年，雷姆開始了一項創新的計畫，目標是讓全體居民都使用太陽能來滿足日常用電需求。這可能是全球第一個做到這一點的社區。他們與Sunday公司合作，在130座房屋上安裝了太陽能板 。這項計畫投入了大約60至1億新謝克爾，預計10年後就能回本。電費和電力收益會由雷姆和Sunday公司平分，而多出來的電力則會賣給以色列電力。

## 另見
- 以色列—哈馬斯戰爭
- 薩阿德
- 紹科達
- 奧法基姆
- 斯代羅特

## 外部連結
- Official website （页面存档备份，存于） （希伯來語）
- Re'im （页面存档备份，存于） Negev Information Center